# ケツルアズキ
ケツルアズキ（毛蔓小豆、学名：Vigna mungo、英語: black gram、別名：黒緑豆、ブラックマッペ、ヒンディー語よりウラド豆・ウラッド豆）はササゲ属アズキ亜属に所属する、つる性草本。日本では主に『もやし豆』として知られている。
耐乾性が強く、黒色～黄緑色の種子を付ける。インドからバングラデシュ、パキスタン、ミャンマーにかけて分布する、野生種（リョクトウ（緑豆）と共通祖先）から栽培化されたと考えられている。
インドでは古より保存食（乾燥豆）として一般的で、煮たり煎ったり、あるいは粉に挽いて用いられる。また、未熟な莢はサヤインゲンのように野菜として利用される。
2R,5R-ビス（ジヒドロキシメチル）-3R,4R-ジヒドロキシピロリジンを含むマメ科植物には、血糖値を抑制する効果のある、α-グルコシダーゼ阻害作用を有するものがあり、アズキ、インゲンマメ、ケツルアズキ（コクリョクトウ）、リョクトウ、黒ダイズの順でその活性が高かった。エンドウ及びダイズではほとんどその活性を示さなかった。